# Souveraineté (Italie)
Souveraineté (italien:Sovranità), est un parti politique souverainiste en Italie. Il fait partie de l'organisation néo-fasciste CasaPound,,.
Le parti a soutenu une alliance avec les partis de droite Ligue du Nord et Nous avec Salvini.

## Dirigeant
• Simone di Stefano (2015-présent)